# Rohtak
Rohtak (historiskt namn Rohtashgarh) är en stad i den indiska delstaten Haryana. Den är administrativ huvudort för ett distrikt med samma namn och beräknades ha cirka 450 000 invånare 2018.
Genom freden i Surjit Arjungaon 30 december 1803 blev Rohtak med omgivningar brittiskt område och ingick i nordvästprovinserna, som därefter uppdelades i flera mindre vasallstater.